# Genkai
Genkai (玄海町, Genkai-chō) est un bourg du district de Higashimatsuura, dans la préfecture de Saga, sur l'île de Kyūshū, au Japon.

## Géographie

### Démographie
En 2013, la population de Genkai était d’environ 6 154 habitants.

### Commune limitrophe
Dans la préfecture de Saga :
- Karatsu ;
- Fukuoka ;
- Saga.

## Histoire
Toutes les autres communes du district de Higashimatsuura ont fusionné avec Karatsu, en 2005. Genkai a préféré garder son autonomie et profite des revenus de la centrale nucléaire installée sur son territoire.